# デヴィッド・ニーヴン

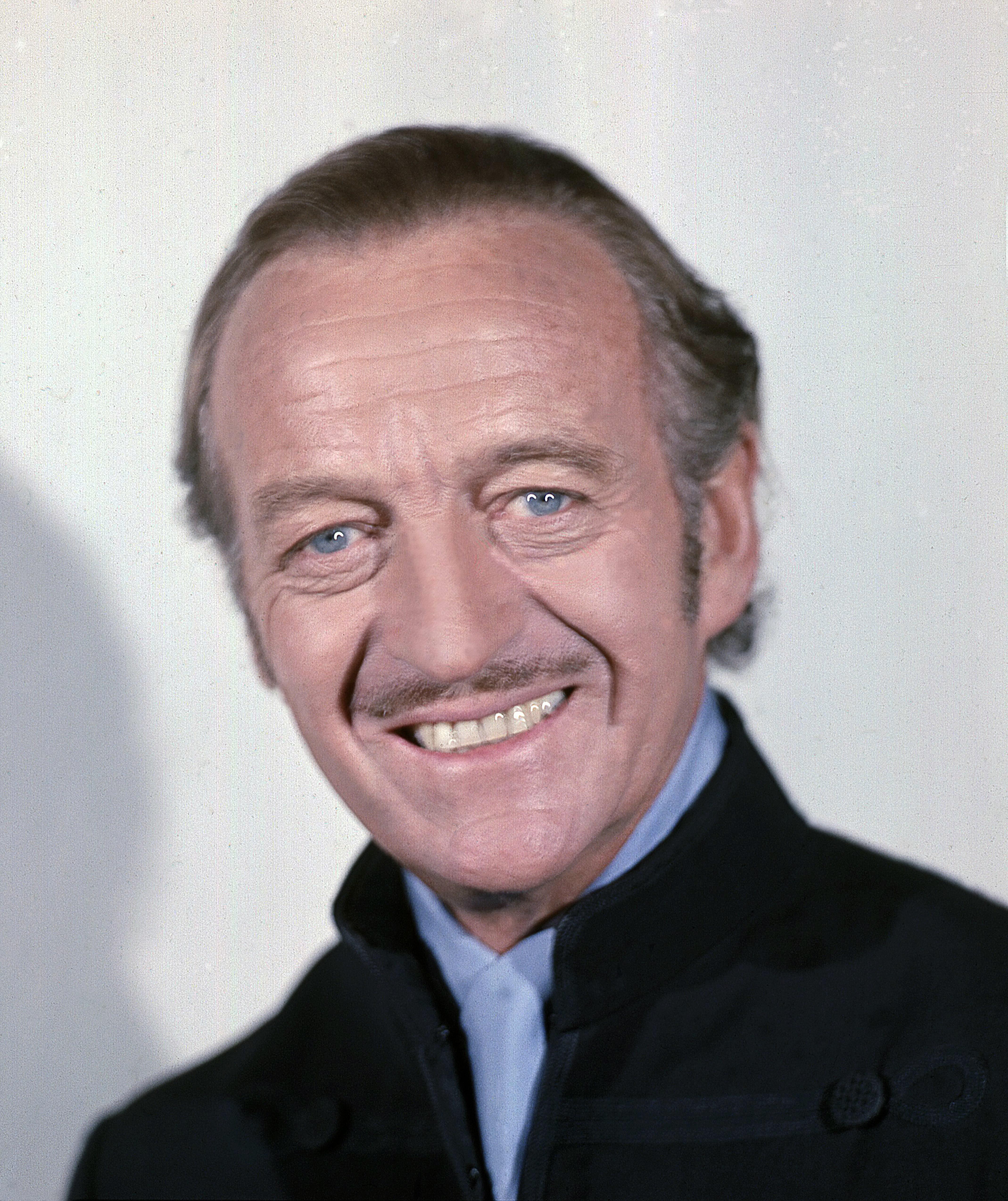
1973年時点の写真

デヴィッド・ニーヴン（David Niven、本名：James David Graham Niven 、1910年3月1日 - 1983年7月29日）は、イギリス・ロンドン出身の俳優。しゃれた髭が特徴で、都会的な紳士役で長らく人気を博し「スクリーンの粋の化身」と称された。英語での発音は/ˈnɪvən/（ニヴン）。

## 生涯

### 生い立ち
父ウィリアム・ニーヴンは軍人で、デヴィッドが幼少の頃に第一次世界大戦のガリポリの戦いで戦死した。ヒーザーダウン、サウスシー、バックスの学校を転々とし、ストウ・パブリック・スクール卒業時に正規軍の入隊が許可される3人の学生の筆頭に選ばれる。そこでサンドハースト王立陸軍士官学校卒業後に、ハイランド軽歩兵師団に入隊、マルタ島駐屯が多く、軍人になったものの、その任務に満足が出来ず除隊する。

### 俳優デビュー
カナダに渡り、職を転々とした後、近衛歩兵第1連隊の元中佐の援助を受けて、アメリカ合衆国へ向かう。ニューヨークでもパーティーの給仕、セールスマンなどの様々な職につき、アメリカン・ポニー・エクスプレス競技協会の設立に参加するが、この計画は途中で頓挫してしまった。
そこで映画の仕事にありつこうとカリフォルニア州に向かい、エキストラ協会に登録、最初に与えられたエキストラの仕事はメキシコ人の役だったという。1934年にエドマンド・グールディング監督と知り合ったことから、大物プロデューサーのサミュエル・ゴールドウィンに拾われ、1935年に『過去から来た男』で初めてセリフのある役を与えられる。

### 人気俳優に
その後は1949年に契約が切れるまでゴールドウィンのもとで第2のロナルド・コールマンとして大いに売り出していったが、まったく演技素養がないことが災いして次第に伸び悩む。
1939年から1945年の第二次世界大戦中は、イギリス陸軍に中尉として従軍し、戦時階級で大尉に昇進した。ブリティッシュ・コマンドスにも参加した。ちなみにニーヴンは応召した最初のハリウッド・スターだった。戦後は再びアメリカに活動の中心を移し、知的でありながらユーモアセンスも併せ持つ独特の雰囲気から人気が出始め、1970年代まで安定した人気を保った。
1952年にディック・パウエル、シャルル・ボワイエ、アイダ・ルピノと共にフォー・スター・テレビジョン・カンパニーを設立し、テレビ番組を製作した。1956年に権利を1000万ドルで売却した。1956年の『八十日間世界一周』では気高いイギリス紳士役を演じた。その後1958年に『旅路』にてアカデミー主演男優賞を受賞する。その他1962年『ピンクの豹』（ブレイク・エドワーズ監督）では怪盗ファントム役で出演し、イギリス紳士らしい気品とユーモア溢れる演技を見せた。

### ジェームズ・ボンド
そして1967年『007/カジノロワイヤル』（ジョン・ヒューストン監督他）に出演する。この作品で彼はジェームズ・ボンドを演じる。ちなみに原作者イアン・フレミングがイオン・プロ制作の最初のボンド役に最も望んだのが彼であった。イアン・フレミングがボンドを創作する際、彼をイメージして書いたとも言われ、ボンドの少年時代から青年時代の設定が彼の生い立ちと似ているのもそのためである。
また、小説『007は二度死ぬ』（ハヤカワミステリー文庫：井上一夫訳）の中で、キッシー・スズキの回想にデビッド・ニーヴン本人が登場する内容もある。デビッド自身も文筆にも才能があり、1971年に発表した自伝はベストセラーになった他、その姉妹編や小説も出版した。

### 晩年
晩年は長い闘病生活で、1983年に俗にルー・ゲーリッグ病と言われる筋萎縮性側索硬化症でスイスのシャトー・デーにて世を去った。遺作は、1983年に公開され、20年ぶりに彼の当たり役であるファントムを再び演じた『ピンク・パンサー5 クルーゾーは二度死ぬ』。

## 家族
1940年にイギリス人弁護士の娘、プリムラ・ロロと結婚、2人の息子をもうけるが、1946年に彼女がパーティーで階段から転落死するという悲劇に見舞われる。1948年にスウェーデン人モデルのヒョルディス・パウリナ・テレシュメデンと再婚、2人の養女がいる。プリムラとの息子のデヴッド・jrは俳優、ジャミーはサザビーズの競売人になった。

## 出演作品
| 公開年 | 邦題 原題                                                        | 役名                               | 備考                                                                        |
| ------ | ---------------------------------------------------------------- | ---------------------------------- | --------------------------------------------------------------------------- |
| 1934   | クレオパトラ Cleopatra                                           | 奴隷                               | クレジットなし                                                              |
| 1935   | 南海征服 Mutiny on the Bounty                                    | エキストラ                         | クレジットなし                                                              |
| 1935   | 生活への道 Splendor                                              | クランシー・ロリモア               |                                                                             |
| 1936   | ローズ・マリイ Rose-Marie                                        | テディ                             |                                                                             |
| 1936   | 孔雀夫人 Dodsworth                                               | クライド・ロッカート               |                                                                             |
| 1936   | 進め龍騎兵 The Charge of the Light Brigade                       | ジェームズ・ランダル               |                                                                             |
| 1936   | 市街戦 Beloved Enemy                                             | ジェラルド・プレストン             |                                                                             |
| 1937   | ゼンダ城の虜 The Prisoner of Zenda                               | フリッツ・フォン・ターレンハイム   |                                                                             |
| 1937   | 素晴らしき接吻 Dinner at the Ritz                                | ポール・ド・ブラック               |                                                                             |
| 1938   | 青髭八人目の妻 Bluebeard's Eighth Wife                           | アルベール・ド・レニエ             |                                                                             |
| 1938   | 四人の復讐 Four Men and a Prayer                                 | クリストファー・リー               |                                                                             |
| 1938   | 突撃爆撃隊 The Dawn Patrol                                       | スコット                           |                                                                             |
| 1939   | 嵐ケ丘 Wuthering Heights                                         | エドガー・リントン                 |                                                                             |
| 1939   | ママは独身 Bachelor Mother                                       | デヴィッド                         |                                                                             |
| 1939   | 暁の討伐隊 The Real Glory                                        | テレンス・マッコール               |                                                                             |
| 1939   | 永遠に貴方を Eternally Yours                                     | トニー                             |                                                                             |
| 1939   | 犯人は誰だ Raffles                                               | A.J. ラッフルズ                    |                                                                             |
| 1942   | スピットファイアー The First of the Few                          | ジェフリー・クリスプ               |                                                                             |
| 1944   | 最後の突撃 The Way Ahead                                         | ジム・ペリー                       |                                                                             |
| 1946   | 天国への階段 A Matter of Life and Death                          | ピーター・カーター                 |                                                                             |
| 1946   | アメリカの恋人 Magnificent Doll                                  | アーロン・バー                     |                                                                             |
| 1947   | いのち短かし The Other Love                                      | アンソニー・スタントン             |                                                                             |
| 1947   | 気まぐれ天使 The Bishop's Wife                                   | ハリー                             |                                                                             |
| 1948   | 魅惑 Enchantment                                                 | サー・ロナルド・ディーン           |                                                                             |
| 1950   | 怪傑紅はこべ The Elusive Pimpernel                               | パーシー・ブラックネイ／紅はこべ   |                                                                             |
| 1950   | 銀の靴 Happy Go Lovely                                           | B.G. ブルーノ                      |                                                                             |
| 1951   | 恋の手ほどき The Lady Says No                                    | ビル・シェルビー                   |                                                                             |
| 1953   | 月蒼くして The Moon Is Blue                                      | デヴィッド・スレイター             | ゴールデングローブ賞 主演男優賞 (ミュージカル・コメディ部門) 受賞           |
| 1956   | 陽気のせいデス The Birds and the Bees                            | パトリック・ヘンリー・ハリス       |                                                                             |
| 1956   | 八十日間世界一周 Around the World in Eighty Days                 | フィリアス・フォッグ               |                                                                             |
| 1957   | 潮風のいたづら The Little Hut                                    | ヘンリー・ブリティンガム＝ブレット |                                                                             |
| 1957   | いとしの殿方 My Man Godfrey                                      | ゴドフリー・スミス                 |                                                                             |
| 1958   | 悲しみよこんにちは Bonjour tristesse                             | レイモンド                         |                                                                             |
| 1958   | 旅路 Separate Tables                                             | アンガス・ポロック                 | アカデミー主演男優賞 受賞 ゴールデングローブ賞 主演男優賞 (ドラマ部門) 受賞 |
| 1959   | 恋の売り込み作戦 Ask Any Girl                                    | マイルズ                           |                                                                             |
| 1960   | ママは腕まくり Please Don't Eat the Daisies                      | ローレンス・マッケイ               |                                                                             |
| 1961   | ナバロンの要塞 The Guns of Navarone                              | ミラー伍長                         |                                                                             |
| 1961   | 好敵手 The Best of Enemies                                       | リチャードソン                     |                                                                             |
| 1962   | 暗黒の銃弾 Guns of Darkness                                      | トム・ジョーダン                   |                                                                             |
| 1963   | 北京の55日 55 Days at Peking                                     | アーサー・ロバートソン             |                                                                             |
| 1963   | ピンクの豹 The Pink Panther                                      | チャールズ・リットン               |                                                                             |
| 1964   | 寝室ものがたり Bedtime Story                                     | ローレンス・ジェイムソン           |                                                                             |
| 1965   | スパイがいっぱい Where the Spies Are                             | ジョーダン・ラヴ                   |                                                                             |
| 1965   | レディL LAdy L                                                   | ディッキー                         |                                                                             |
| 1967   | 007 カジノ・ロワイヤル Casino Royale                             | ジェームズ・ボンド                 |                                                                             |
| 1968   | 天使のいたずら Prudence and the Pill                             | ハードキャッスル                   |                                                                             |
| 1968   | 素敵な年頃 The Impossible Years                                  | ジョナサン・キングズレー           |                                                                             |
| 1969   | 大頭脳 le Cerveau                                                | キャロル・マシューズ               |                                                                             |
| 1975   | MR.バンピラ/眠れる棺の美女 Vampira                               | ドラキュラ伯爵                     |                                                                             |
| 1975   | 太陽にかける橋/ペーパー・タイガー Paper Tiger                    | ウォルター・ブラッドベリー         |                                                                             |
| 1976   | 名探偵登場 Murder by Death                                       | ディック・チャールストン           |                                                                             |
| 1977   | キャンドルシュー/セント・エドモンドの秘宝 Candleshoe             | プライオリー                       |                                                                             |
| 1978   | ナイル殺人事件 Death on the Nile                                 | ジョニー・レイス大佐               |                                                                             |
| 1979   | オフサイド7 Escape to Athena                                     | ブレイク教授                       |                                                                             |
| 1979   | イントレピッドと呼ばれた男 A Man Called Intrepid                 | ウィリアム・スティーブンソン       | テレビ・ミニシリーズ                                                        |
| 1979   | ラフ・カット Rough Cut                                           | シリル・ウィリス                   |                                                                             |
| 1980   | シーウルフ The Sea Wolves                                        | ビル・グライス中佐                 |                                                                             |
| 1982   | トレイル・オブ・ザ・ピンクパンサー Trail of the Pink Panther     | チャールズ・リットン               |                                                                             |
| 1982   | コート・ダ・ジュール・ドリーム Better Late Than Never            | ニック・カートランド               |                                                                             |
| 1983   | ピンク・パンサー5 クルーゾーは二度死ぬ Curse of the Pink Panther | チャールズ・リットン               |                                                                             |